# 比利时共产党
比利时共产党（荷蘭語：Kommunistische Partij van België，發音：[ˌkɔmyˈnɪstisə pɑrˈtɛi vɑn ˈbɛlɣijə]，發音：[paʁti kɔmynist də bɛlʒik]），简称比共（KPB；PCB），是比利时历史上的一个共产主义政党。

## 历史

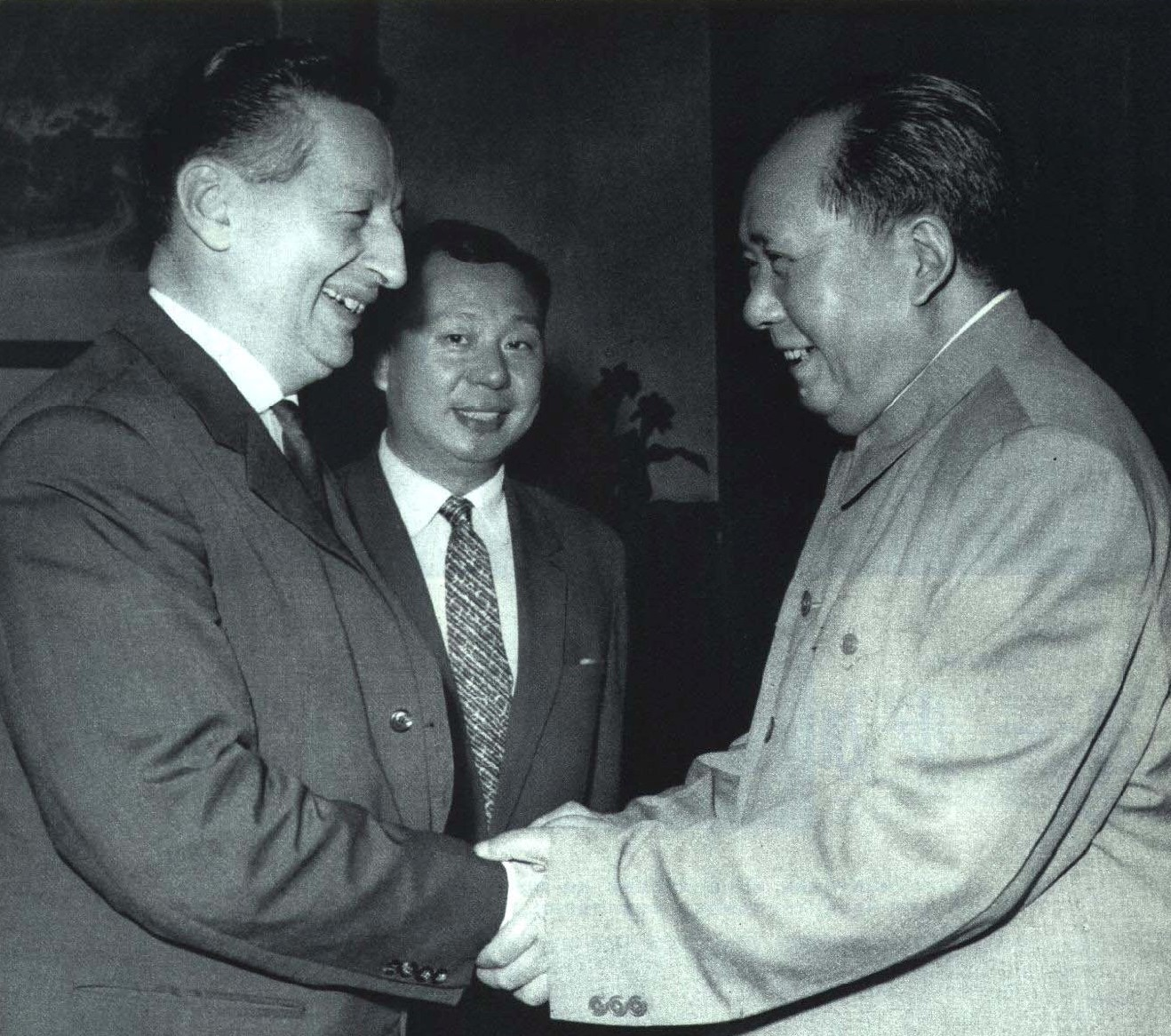
1964年，比利时共产党主席雅克·格里巴访问中国，与毛泽东会谈。

1921年9月3日—4日，比利时共产党成立大会在安德莱赫特召开，由约瑟夫·雅克莫特领导的“比利时的共产党”（分裂自比利时工党）和瓦尔·范奥弗斯特拉滕领导的“共产党”合并而成。在成立初期，该党有500名成员。该党是共产国际的支部。
1960年代中期，该党约有11000名成员。
1989年，该党改组为比利时共产党人联盟，将党的组织按地区分立为荷语区共产党和法语区共产党两个政党，事实上分裂。